# Javier Sotomayor
Javier Sotomayor Sanabria, kubanski atlet, * 13. oktober 1967, Limonar, Matanzas, Kuba.
Sotomayor je eden najboljših skakalcev v višino vseh časov in aktualni svetovni rekorder z višino 2,45 metra iz leta 1993. Nastopil je na treh poletnih olimpijskih igrah, v letih 1992 v Barceloni, kjer je postal olimpijski prvak, 1996 v Atlanti, kjer se je med tekmo poškodoval, ter 2000 v Sydneyju, kjer je osvojil srebrno medaljo. V letih 1984 in 1988 pa zaradi bojkota Kube ni mogel nastopiti. Na svetovnih prvenstvih je osvojil po dve zlati in srebrni medalji, naslov svetovnega prvaka je osvojil v letih 1993 in 1997. Na svetovnih dvoranskih prvenstvih je osvojil štiri zlate medalje. V svoji karieri je trikrat popravljal svetovni rekord, prvič 8. septembra 1988 v Salamanci z 2,43 metra, drugič 29. julija 1989 v San Juanu z 2,44 metra, še vedno aktualni rekord z 2,45 metra pa je postavil ponovno v Salamanci 27. julija 1993. Leta 2001 je končal kariero po tem, ko je bil na dopinški kontroli pozitiven na anabolične steroide in je bil že leta 1999 prejel enoletno prepoved zaradi odkritja zlorabe kokaina.